# Йорквілл (Іллінойс)
Йорквілл (англ. Yorkville) — місто (англ. city) в США, в окрузі Кендалл штату Іллінойс. Населення — 21 533 особи (2020).

## Географія
Йорквілл розташований за координатами 41°39′24″ пн. ш. 88°26′11″ зх. д. / 41.65667° пн. ш. 88.43639° зх. д. (41.656664, -88.436372).  За даними Бюро перепису населення США в 2010 році місто мало площу 51,94 км², з яких 51,71 км² — суходіл та 0,23 км² — водойми.

## Демографія
Згідно з переписом 2010 року, у місті мешкала 16 921 особа в 5912 домогосподарствах у складі 4389 родин. Густота населення становила 326 осіб/км².  Було 6353 помешкання (122/км²).
Расовий склад населення:
| - 90,8 % — білих - 3,3 % — чорних або афроамериканців - 1,5 % — азіатів - 0,2 % — корінних американців - 2,4 % — осіб інших рас |

До двох чи більше рас належало 1,7 %. Частка іспаномовних становила 10,6 % від усіх жителів.
За віковим діапазоном населення розподілялося таким чином: 30,4 % — особи молодші 18 років, 61,8 % — особи у віці 18—64 років, 7,8 % — особи у віці 65 років та старші. Медіана віку мешканця становила 32,4 року. На 100 осіб жіночої статі у місті припадало 97,9 чоловіків;  на 100 жінок у віці від 18 років та старших — 93,1 чоловіків також старших 18 років.
Середній дохід на одне домашнє господарство  становив 102 325 доларів США (медіана — 89 850), а середній дохід на одну сім'ю — 107 631 долар (медіана — 99 188). Медіана доходів становила 64 144 долари для чоловіків та 47 022 долари для жінок. За межею бідності перебувало 3,8 % осіб, у тому числі 2,9 % дітей у віці до 18 років та 8,7 % осіб у віці 65 років та старших.
Цивільне працевлаштоване населення становило 8927 осіб. Основні галузі зайнятості: освіта, охорона здоров'я та соціальна допомога — 26,0 %, виробництво — 12,5 %, роздрібна торгівля — 9,3 %, науковці, спеціалісти, менеджери — 8,3 %.